# Peter Marino

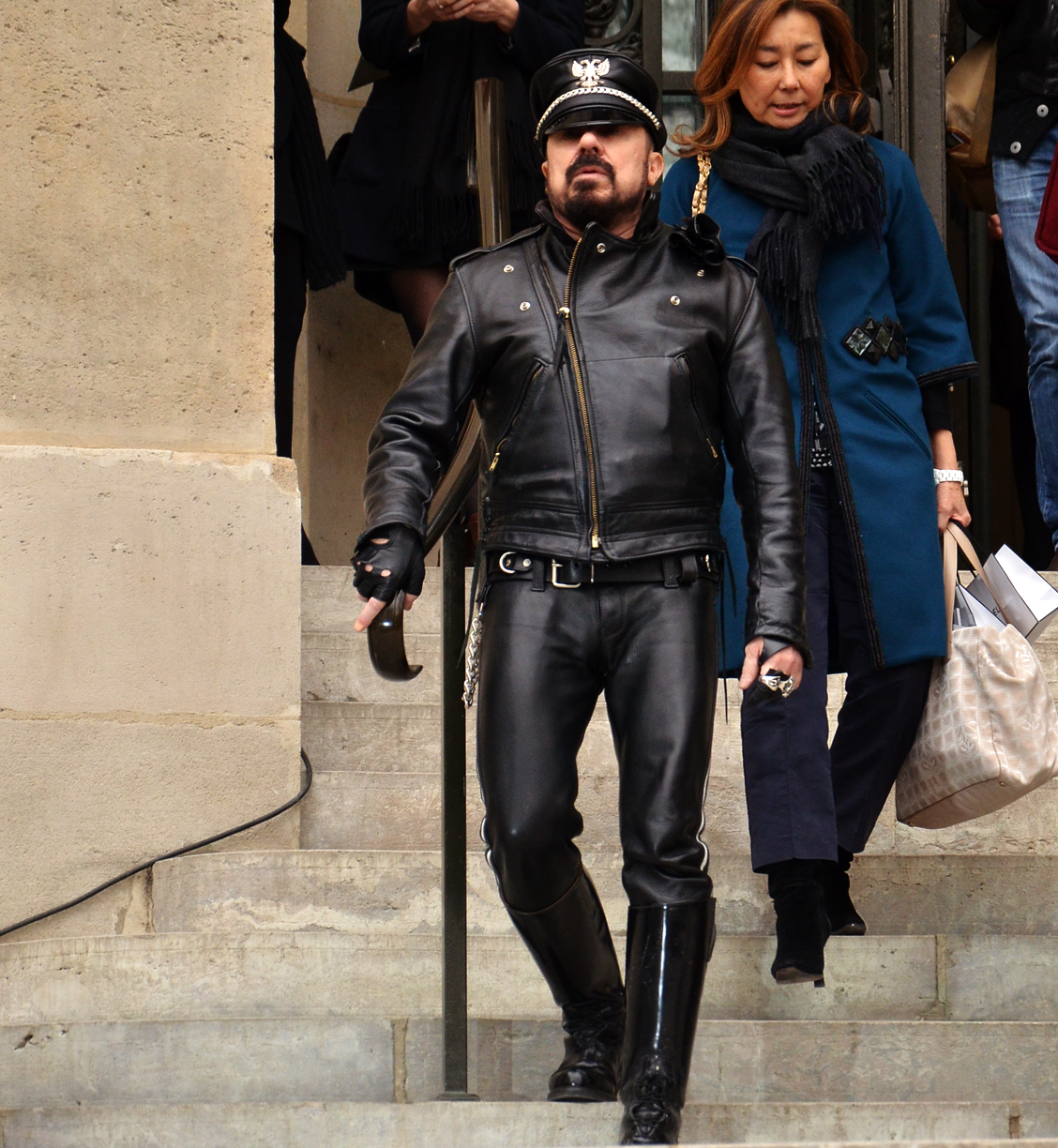
Peter Marino

Peter Marino (* 1949) ist ein US-amerikanischer Architekt, Innenarchitekt und Kunstsammler.

## Leben
Marino studierte Architektur an der Cornell University. Das Studium schloss er 1971 ab. Seine Karriere begann 1970, als er Andy Warhols Stadthaus auf der Upper East Side in Manhattan, New York City, renovierte. Es folgten Aufträge für bekannte Luxuslabels, die ihre Geschäftslokale von ihm entwerfen und ausstatten ließen, etwa Chanel, Christian Dior, Fendi und Louis Vuitton. Marino ist verheiratet mit der Kostümdesignerin Jane Trapnell, mit der er eine Tochter hat. Sein Architekturbüro in Manhattan hat er mit seiner Privatsammlung ausgestaltet, darunter Werke von seinem Mentor Andy Warhol, von Anselm Kiefer, Cy Twombly, Richard Deacon und Richard Prince.

## Werk (Auswahl)
- Luxuskaufhaus Barney’s, Madison Avenue, New York City[2]
- Louis-Vuitton-Haus, Hongkong
- Maison Louis Vuitton, München
- Dior-Pavillon im Kö-Center, Düsseldorf[3]